# Аслонов, Кадриддин Аслонович
Кадриддин Аслонович Аслонов (тадж. Қадриддин Аслонович Аслонов; 29 мая 1947 — ноябрь 1992) — советский и таджикский государственный и партийный деятель, Председатель Верховного Совета Таджикской ССР (1990—1991).

## Биография
Кадриддин Аслонов родился 29 мая 1947 года в Гармском районе Таджикистана.

### Образование и трудовая деятельность
Окончил Таджикский сельскохозяйственный институт в 1969 году, АОН при ЦК КПСС в 1989 году.
Трудовую деятельность начал заведующим мастерской. Работал бригадным механиком колхоза с 1969 по 1973 год.
Был вторым, затем первым секретарём Колхозабадского райкома ЛКСМ Таджикистана, управляющим объединением «Сельхозтехника», председателем Курган-Тюбинского областного объединения по производственно-техническому обеспечению сельского хозяйства с 1973 по 1983 год.

### Политическая деятельность
С 1983 по 1988 год — первый секретарь Пянджского райкома Компартии Таджикистана. Был первым заместителем председателя Госагропрома Таджикистана с 1988 по 1989 год.
С 1989 по 1990 год — секретарь ЦК Компартии Таджикистана. Был первым заместителем председателя Верховного Совета Таджикистана в 1990 году, председателем Верховного Совета Таджикистана с 30 ноября 1990 года по 23 сентября 1991 года. На этом посту Аслонов своим указом запретил республиканскую Компартию и национализировал её имущество.
Депутат ВС Таджикистана 12-го созыва.
В сентябре 1991 года — и. о. Президента Таджикистана. 21 сентября Кадриддин Аслонов подписал указы о сносе памятника В. И. Ленину на площади Озоди в Душанбе и о запрете Компартии Таджикистана, а также наложил арест на её собственность. Сторонники компартии устроили 23 сентября митинг, протестуя против указа. В Душанбе открылась чрезвычайная сессия Верховного Совета, на котором обсуждались вопросы о незаконных действиях Аслонова и о политической ситуации в столице. Газета «Вечерний Душанбе» от 24 сентября 1991 года писала:

«Выступившие обвинили К. Аслонова в том, что он издал противозаконный Указ о запрещении деятельности Компартии и национализации её имущества. …Прокурор республики Н. Хувайдуллоев сообщил, что по факту демонтажа памятника Ленину возбуждено уголовное дело. Делегация от митингующих на Озоди вручила председательствующему обращение о незаконных действиях со стороны К. Аслонова и председателя исполнительного комитета Душанбинского городского Совета народных депутатов Максуда Икрамова. Затем слово взял сам Кадриддин Аслонов. Он сказал, что чувствует вину за то, что подписал этот указ. Но, по его словам, это было сделано для сохранения спокойствия в республике. Касаясь вопроса о памятнике Ленину, он заявил, что не имеет никакого отношения к этому делу и считает, что организаторов произошедшего следует строго наказать. В связи с тем, что большинство депутатов высказали недоверие К. Аслонову, он подал в отставку. На сессии также были приняты решение об отмене указа о запрете деятельности Компартии и постановление об избрании Рахмона Набиева на должность председателя ВС РТ».

Был председателем Курган-Тюбинского облисполкома, назначен т. н. «правительством национального примирения», контролируемого Объединённой таджикской оппозицией (1992 год).
Именно подпись Кадриддина Аслонова стоит под исторической Декларацией о Независимости Таджикистана 1991 года.

### Гибель
Убит в ноябре 1992 года (точная дата неизвестна) Сангаком Сафаровым. Похоронен в Сарбандском районе (бывший Калининабадский район) Республики Таджикистан.